# Атлантичний дивізіон НБА
Атлантичний дивізіон (англ. Atlantic Division) — один із трьох дивізіонів Східної конференції Національної баскетбольної асоціації США. Поточний склад дивізіону сформувався перед початком сезону 2004—05. До цього до складу дивізіону входили команди «Філадельфія Севенті-Сіксерс», «Нью-Йорк Нікс», «Нью-Джерсі Нетс» і «Бостон Селтікс», а також команди «Маямі Гіт», «Орландо Меджик» і «Вашингтон Візардс», які були переведені у щойно створений Південно-Східний дивізіон. У дивізіон була додана команда «Торонто Репторз». Поточному переможцем дивізіону (2020) є команда «Торонто Репторз».

## Переможці дивізіону
| - 1971: Нью-Йорк Нікс - 1972: Бостон Селтікс - 1973: Бостон Селтікс - 1974: Бостон Селтікс - 1975: Бостон Селтікс - 1976: Бостон Селтікс - 1977: Філадельфія Севенті-Сіксерс - 1978: Філадельфія Севенті-Сіксерс - 1979: Вашингтон Буллетс - 1980: Бостон Селтікс - 1981: Бостон Селтікс - 1982: Бостон Селтікс - 1983: Філадельфія Севенті-Сіксерс - 1984: Бостон Селтікс - 1985: Бостон Селтікс - 1986: Бостон Селтікс - 1987: Бостон Селтікс - 1988: Бостон Селтікс - 1989: Нью-Йорк Нікс - 1990: Філадельфія Севенті-Сіксерс - 1991: Бостон Селтікс - 1992: Бостон Селтікс - 1993: Нью-Йорк Нікс - 1994: Нью-Йорк Нікс - 1995: Орландо Меджик - 1996: Орландо Меджик - 1997: Маямі Гіт - 1998: Маямі Гіт - 1999: Маямі Гіт - 2000: Маямі Гіт | - 2001: Філадельфія Севенті-Сіксерс - 2002: Нью-Джерсі Нетс - 2003: Нью-Джерсі Нетс - 2004: Нью-Джерсі Нетс - 2005: Бостон Селтікс - 2006: Нью-Джерсі Нетс - 2007: Торонто Репторз - 2008: Бостон Селтікс - 2009: Бостон Селтікс - 2010: Бостон Селтікс - 2011: Бостон Селтікс - 2012: Бостон Селтікс - 2013: Нью-Йорк Нікс - 2014: Торонто Репторз - 2015: Торонто Репторз - 2016: Торонто Репторз - 2017: Бостон Селтікс - 2018: Торонто Репторз - 2019: Торонто Репторз - 2020: Торонто Репторз - 2021: Філадельфія Севенті-Сіксерс |

## Лідери за кількістю перемог у дивізіоні
- 22: Бостон Селтікс (1972, 1973, 1974, 1975, 1976, 1980, 1981, 1982, 1984, 1985, 1986, 1987, 1988, 1991, 1992, 2005, 2008, 2009, 2010, 2011, 2012, 2017)
- 7: Торонто Репторз (2007, 2014, 2015, 2016, 2018, 2019, 2020)
- 6: Філадельфія Севенті-Сіксерс (1977, 1978, 1983, 1990, 2001, 2021)
- 5: Нью-Йорк Нікс (1971, 1989, 1993, 1994, 2013)
- 4: Маямі Гіт (1997, 1998, 1999, 2000)
- 4: Нью-Джерсі Нетс (2002, 2003, 2004, 2006)
- 2: Орландо Меджик (1995, 1996)
- 1: Вашингтон Буллетс (1979)